# Ветово
Ветово је насељено место у саставу града Кутјева, у западној Славонији, Република Хрватска.

## Историја
Ветово је било 1885. године место у саставу Пакрачком срезу за црквено-народни сабор у Карловцима. У њему тада живи 422 православне душе.
До нове територијалне организације налазило се у саставу бивше велике општине Славонска Пожега.

## Становништво
На попису становништва 2011. године, Ветово је имало 988 становника.

## Попис1991.
На попису становништва 1991. године, насељено место Ветово је имало 1.035 становника, следећег националног састава:
| Попис 1991.‍   | Попис 1991.‍ | Попис 1991.‍ | Попис 1991.‍ | Попис 1991.‍ |
| ------------- | ----------- | ----------- | ----------- | ----------- |
|               |             |             |             |             |
| Хрвати        | Хрвати      |             | 983         | 94,97%      |
| Срби          | Срби        |             | 18          | 1,73%       |
| Југословени   | Југословени |             | 14          | 1,35%       |
| Чеси          | Чеси        |             | 1           | 0,09%       |
| непознато     | непознато   |             | 19          | 1,83%       |
| укупно: 1.035 |             |             |             |             |